# Pasaccardoa baumii
Pasaccardoa baumii là một loài thực vật có hoa trong họ Cúc. Loài này được O.Hoffm. mô tả khoa học đầu tiên.